# Mecz Gwiazd KHL
Mecz Gwiazd KHL (ros. Матч звёзд КХЛ, ang. KHL All-Star Game) – coroczny mecz pokazowy organizowany w ramach rosyjskich rozgrywek hokeja na lodzie Kontynentalnej Hokejowej Ligi (KHL).

## Historia i formuła
Idea i formuła imprezy została stworzona w oparciu o NHL All-Star Game (Mecz Gwiazd NHL) w rozgrywkach National Hockey League (NHL). Mecz Gwiazd KHL jest rozgrywany od sezonu 2008/2009. Każdorazowo jest organizowany w innym mieście i obiekcie (dotychczas gospodarzem były trzy państwa). Odbywa się w trakcie sezonu, w styczniu lub lutym, po rozegraniu większej części rundy zasadniczej. Każdy z zespołów składa się z dwóch bramkarzy, sześciu obrońców i dziewięciu napastników (łącznie stanowi to trzy piątki hokejowe). Pierwsza „piątka” zespołów, która otwiera mecz (bramkarz, dwóch obrońców i trzech napastników) jest wyłaniana w drodze wyboru kibiców. Resztę zawodników wybierają przedstawiciele mediów i kierownictwo ligi. Stałą specyfiką Meczu Gwiazd jest wybór dwóch rywalizujących zespołów, którym przewodzą wybitni hokeiści. Zmienny jest natomiast charakter drużyn – w pierwszych dwóch edycjach formułą był mecz zawodników rosyjskich przeciw zagranicznym, a w dwóch kolejnych rywalizowały drużyny wybrane z klubów według podziału Konferencji ligi KHL (Wschód – Zachód). Poza właściwym meczem pomiędzy zespołami podczas całego weekendu Meczu Gwiazd organizuje się także konkursy współzawodnictwa składające się z rywalizacji umiejętności.

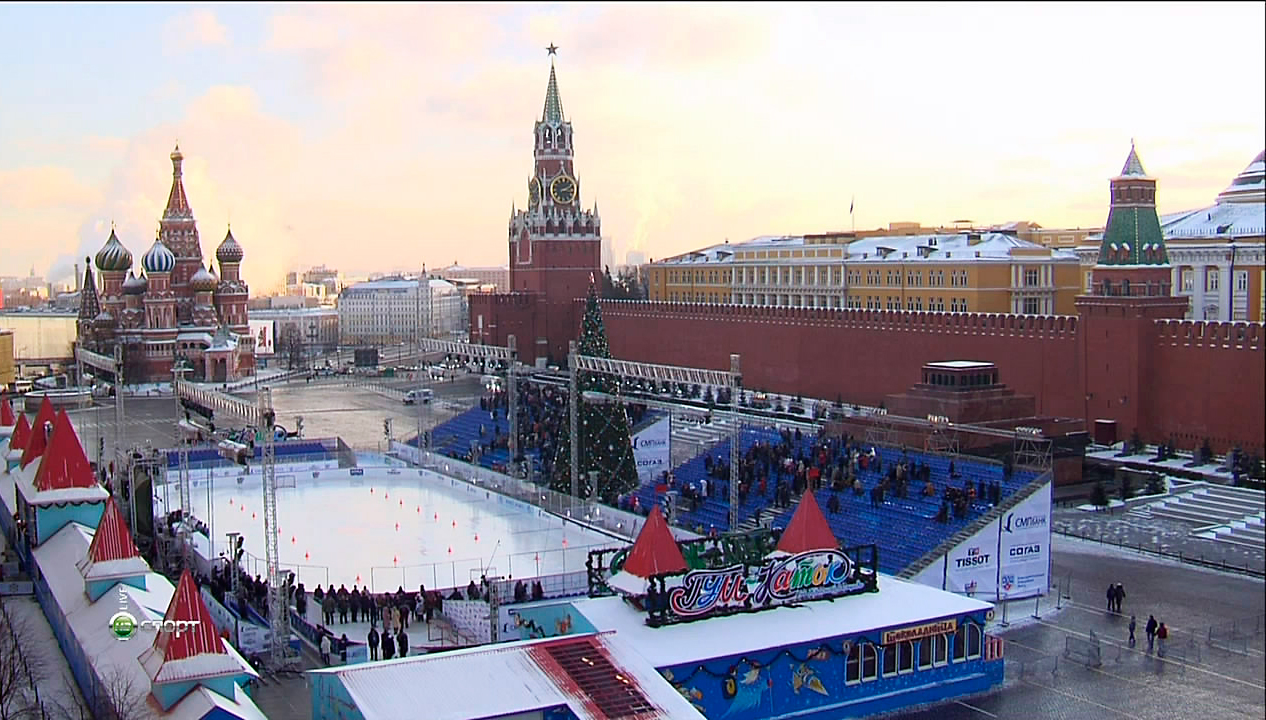
Mecz Gwiazd KHL 2009

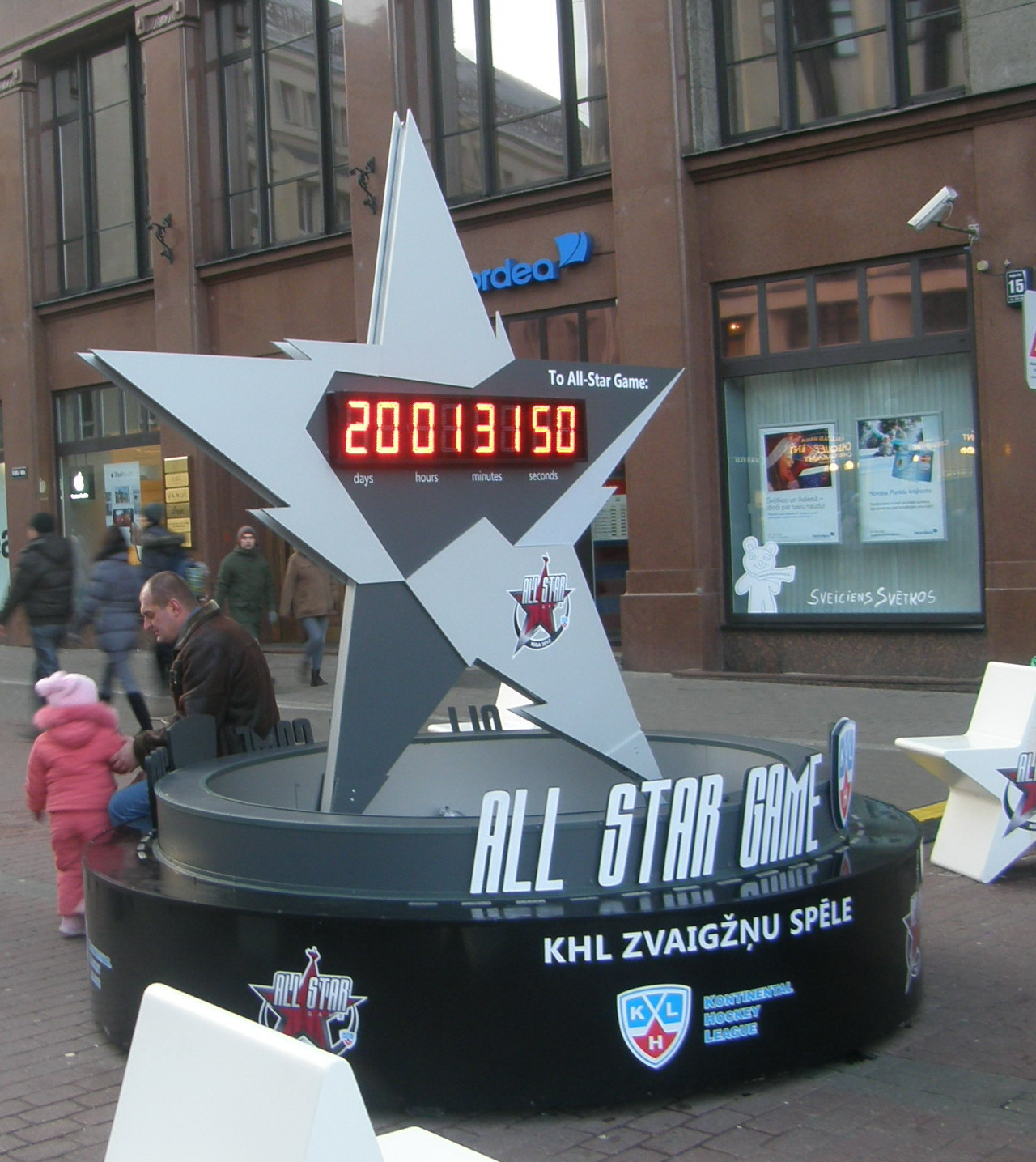
Zegar odmierzający czas do rozpoczęcia 4. Meczu Gwiazd KHL w Rydze (2012)

W sezonie 2008/2009 naprzeciw siebie stanął zespół „Obcokrajowców” (kapitan Jaromír Jágr) oraz „Rosjan” (kapitan Aleksiej Jaszyn), a mecz rozegrano Placu Czerwonym w Moskwie
W sezonie 2009/2010 rozgrywkę zorganizowano w białoruskim Mińsku. Formuła była identyczna, przyjęto jednak inne nazewnictwo dla wybranych zespołów: ekipę złożoną z Rosjan nazwano „Drużyną Jaszyna” (dowodził nimi Aleksiej Jaszyn), a zespół graczy zagranicznych – „Drużyną Jágra” (na ich czele zagrał Czech Jaromír Jágr). W sezonie 2010/2011 Mecz Gwiazd zorganizowano w Petersburgu. Formułę ustalono ponownie według ww. nazewnictwa, lecz tym razem „Drużyna Jaszyna” ma skupiać najlepszych graczy Konferencji Zachód, zaś „Drużyna Jagra” najlepszych graczy z Konferencji Wschód.
W sezonie 2011/2012 Mecz Gwiazd zorganizowano w łotewskiej Rydze. Drużynę Zachodu poprowadził Łotysz Sandis Ozoliņš, a Wschodu Siergiej Fiodorow. W ramach weekendu czwartego Meczu Gwiazd KHL w 2012 roku dodatkowo odbył się mecz z udziałem legend hokejowych. Drużynie łotewskiej przewodził Helmuts Balderis, a rosyjskiej Wiaczesław Fietisow. Spotkanie zakończyło się zwycięstwem drużyny Rosjan 11:7. W składzie gospodarzy wystąpili m.in. Sergejs Naumovs, Normunds Sējējs, Sergejs Povečerovskis, Oļegs Znaroks, Mihails Šostaks, a w drużynie gości zagrali m.in. Aleksiej Kasatonow, Władimir Małachow, Aleksiej Gusarow, Aleksandr Miedwiediew, Siergiej Makarow, Andriej Kowalenko, Wiaczesław Bucajew.
Piąty Mecz Gwiazd KHL wyznaczono na dzień 13 stycznia 2013 roku w Czelabińsku. Po wyborcze składów pojawiła się komplikacja spowodowana niemożliwością wystąpienia dużej liczby hokeistów – w wybranych składach drużyn Zachodu i Wschodu znalazło się łącznie 34 graczy, w tym 15 tymczasowo występujących w lidze w związku z lokautem w NHL. Po zakończeniu lokautu i powrocie zawodników do tej ligi, konieczna była zmiana składów ekip na Mecz Gwiazd. Zostały ogłoszone nowe zestawienia, w których jako jedyni z graczy NHL pozostali Ilja Kowalczuk i Pawieł Daciuk. Kapitanem Zachodu został wybrany wspomniany Kowalczuk, a Wschodu Aleksiej Morozow. W pierwszy dzień weekendu przeprowadzono konkurs umiejętności, który wygrała drużyna Zachodu 6:4. Mecz Gwiazd zakończył się zwycięstwem Wschodu 18:11. Równolegle 12 stycznia rozegrano mecz z udziałem legend hokeja. Zespołami przewodzili dwukrotni medaliści olimpijscy: Siergiej Makarow i Wiaczesław Fietisow. Mecz zakończył się wynikiem 4:4.
W lutym 2013 roku pierwotnie zapowiedziano, że kolejny Mecz Gwiazd w 2014 roku odbędzie się w Pradze, a gospodarzem będzie klub HC Lev Praga, jednak we wrześniu 2013 zmieniono lokalizację na słowacką Bratysławę w hali Zimný štadión Ondreja Nepelu. Pod koniec grudnia 2013 ustalono ostateczne składy ekip. W ramach weekendu Gwiazd najpierw przeprowadzono konkurs umiejętności Mistrzów, który wygrała drużyna Zachodu 4:3, po czym odbył się Mecz Gwiazd zakończony zwycięstwem Zachodu 18:16. Kapitanami drużyn byli Ilja Kowalczuk (Zachód) i Siergiej Moziakin (Wschód). Ponadto tradycyjnie zorganizowano mecz weteranów hokeja, w których zmierzyły się drużyny Old Boys Czecho-Słowacji (kapitanem był Dárius Rusnák) i Legendy Rosji (kapitan Aleksandr Jakuszew); wynik meczu 7:8 po dogrywce dla Rosjan. Mecz Gwiazd 2015 wyznaczono w Soczi, a jako kapitanowie drużyn zostali wybrani Ilja Kowalczuk i Danis Zaripow. Mecz Gwiazd 2015 wygrał Wschód 18:16, a w spotkaniu wystąpił Polak Wojtek Wolski, który zdobył dwa gole, a ponadto w konkurencjach pozameczowych ustanowił rekord w czasie okrążenia lodowiska (13,178 sek.). Jednocześnie rozegrano mecz legend, zaś zespołom przewodzili Walerij Kamienski i Andriej Kowalenko (wygrał zespół Kowalenki 5:3). W styczniu 2016 wybrano kapitanów do kolejnego meczu gwiazd. W meczu rozegranym 23 stycznia 2016 wygrała drużyna Zachodu 28:23, a w rywalizacji umiejętności zwyciężyła drużyna Wschodu 3:2.
W maju 2016, ustalono, że edycja Meczu Gwiazd 2017 odbędzie się w Ufie. Przed tą edycją zmieniono format, w myśl nowego zaplanowano mecze zespołów, do których zawodników wybrano jako rywali reprezentantów czterech dywizji ligi. W półfinałach Dywizja Czernyszowa pokonała Dywizję Charłamowa 4:3, a Dywizja Tarasowa pokonała Dywizję Bobrowa 6:2, natomiast w finale Dywizja Czernyszowa zwyciężyła Dywizję Tarasowa 3:2. Jubileuszowy 10. Mecz Gwiazd KHL zaplanowano na dni 10–14 stycznia 2018 w kazachskiej Astanie. W tej edycji zachowano format z reprezentacjami dywizji KHL, do składów których dobrano o jednym zawodników z YHL Challenge Cup. W półfinałach Dywizja Tarasowa pokonała Dywizję Charłamowa 4:3 (po karnych), a Dywizja Czernyszowa pokonała Dywizję Bobrowa 6:5 (po karnych), natomiast w meczu o trzecie miejsce Dywizja Charłamowa zwyciężyła Dywizję Bobrowa 8:4, a w finale Dywizja Tarasowa triumfowała nad Dywizją Czernyszowa 5:4 (zwycięskiego gola zdobył Kiriłł Kaprizow). Ponadto w ramach tzw. Master Show zwyciężyła ekipa Dywizji Charłamowa.
Edycję 2019 zorganizowano w Kazaniu. W półfinałach Dywizja Czernyszowa pokonała Dywizję Charłamowa 5:3, a Dywizja Tarasowa uległa Dywizję Bobrowa 3:4, zaś w meczu o trzecie miejsce Dywizja Charłamowa pokonała Dywizję Tarasowa 8:7 po najazdach, a w finale Dywizja Czernyszowa zwyciężyła Dywizję Bobrowa 4:3. Tercje w meczach trwały po 10 minut. Dywizja Czernyszowa zwyciężyła również w konkursie umiejętności, dzięki czemu zyskała prawo wyboru przeciwnika w półfinale. Kapitanami ekip byli wyłącznie bramkarze: Július Hudáček (B), Jakub Kovář (Ch), Igor Bobkow (Cz), Konstantin Barulin (T). Zespoły prowadzili trenerzy Ilja Worobjow (B), Zinetuła Bilaletdinow (Ch), Bob Hartley (Cz), Igor Nikitin (T).
W lipcu 2019 ogłoszono, że Mecz Gwiazd KHL odbędzie się w VTB Arena w Moskwie, podczas szeregu zaplanowanych imprez w dniach 11–19 stycznia 2020. W ostatnim z tych dni rozegrano spotkania, w których w półfinałach Dywizja Bobrowa pokonała Dywizję Czernyszowa 7:4, Dywizja Tarasowa zwyciężyła Dywizję Charłamowa 8:6, po czym w meczu o trzecie miejsce Dywizja Czernyszowa wygrała z Dywizją Charłamowa 9:8 po najazdach, a finale Dywizja Bobrowa zwyciężyła Dywizję Tarasowa 7:6 po najazdach (zwycięski wykonał Mikko Lehtonen).
Pod koniec września 2020 ogłoszono, że Mecz Gwiazd KHL – zaplanowany do rozegrania 24 stycznia 2021 w Rydze – został odwołany z powodu pandemii COVID-19 i przesunięty na rok 2022. 7 lipca 2021 ogłoszono, że organizatorem Tygodnia Gwiazd 2022 będzie Czelabińsk.
Mecz Gwiazd 2022 odbył się w sezonie w dniach 10-11 grudnia 2022 w Czelabińsku pod nazwą marketingową Fonbet KHL All-Star 2022. W pierwszym dniu „Dywizja Bobrowa” pokonała „Dywizję Tarasowa” 9:7, a „Dywizja Charłamowa” zwyciężyła „Dywizję Czernyszowa” 8:5, a w drugim dniu „Dywizja Czernyszowa” uległa „Dywizji Tarasowa” 10:11 po najazdach, natomiast w finale „Dywizja Bobrowa” triumfowała nad „Dywizją Charłamowa” 7:6 (zwycięskiego gola zdobył Dmitrij Jaškin. W październiku 2023 ogłoszono, że kolejna edycja weekendu MG odbędzie się w Petersburgu. W półfinałach 9 grudnia „Dywizja Charłamowa” zwyciężyła „Dywizję Czernyszowa” 8:6, a „Dywizja Bobrowa” uległa „Dywizji Tarasowa” 6:8, natomiast dzień później w meczu o 3. miejsce „Dywizja Bobrowa” zwyciężyła z „Dywizją Czernyszowa” 7:4, a w finale „Dywizja Charłamowa” triumfowała nad „Dywizją Tarasowa” 8:7 po najazdach. W sierpniu 2024 zaanonsowano Nowosybirsk jako gospodarza kolejnej edycji Meczu Gwiazd w weekend 8-9 lutego 2025. W półfinałach „Dywizja Bobrowa” pokonała „Dywizję Tarasowa” 9:6, a „Dywizja Czernyszowa” zwyciężyła „Dywizję Charłamowa” 10:6, natomiast dzień później w meczu o 3. miejsce „Dywizja Charłamowa” zwyciężyła z „Dywizją Tarasowa” 13:12 po najazdach, a w finale „Dywizja Czernyszowa” triumfowała nad „Dywizją Bobrowa” 9:8.

## Edycje
| Sezon KHL | Data finału | Miasto, hala                  | Drużyna – kapitan | Wynik                                              | Drużyna – kapitan |
| --------- | ----------- | ----------------------------- | --- | -------------------------------------------------- | --- |
| 2008/09   | 10.01.2009  | Moskwa, Plac Czerwony         | Rosjanie – Aleksiej Jaszyn | 6:7                                                | Obcokrajowcy – Jaromír Jágr |
| 2009/10   | 30.01.2010  | Mińsk, Mińsk-Arena            | „Drużyna Jaszyna” – Aleksiej Jaszyn | 8:11                                               | „Drużyna Jágra” – Jaromír Jágr |
| 2010/11   | 05.02.2011  | Petersburg, Pałac Lodowy      | „Zachód” – Aleksiej Jaszyn | 16:18                                              | „Wschód” – Jaromír Jágr |
| 2011/12   | 21.01.2012  | Ryga, Arēna Rīga              | „Zachód” – Sandis Ozoliņš | 11:15                                              | „Wschód” – Siergiej Fiodorow |
| 2012/13   | 13.01.2013  | Czelabińsk, Traktor Arena     | „Zachód” – Ilja Kowalczuk | 11:18                                              | „Wschód” – Aleksiej Morozow |
| 2013/14   | 11.01.2014  | Bratysława, Zš Ondreja Nepelu | „Zachód” – Ilja Kowalczuk | 18:16                                              | „Wschód” – Siergiej Moziakin |
| 2014/15   | 25.01.2015  | Soczi, Pałac lodowy Bolszoj   | „Zachód” – Ilja Kowalczuk | 16:18                                              | „Wschód” – Danis Zaripow |
| 2015/16   | 23.01.2016  | Moskwa, Pałac lodowy VTB      | „Zachód” – Aleksandr Radułow | 28:23                                              | „Wschód” – Siergiej Moziakin |
| 2016/17   | 22.01.2017  | Ufa, Ufa-Ariena               | „Dywizja Charłamowa” – Siergiej Moziakin „Dywizja Bobrowa” – Pawieł Daciuk „Dywizja Czernyszowa” – Jewgienij Miedwiediew                                | 3:4 2:6 3:2                                        | „Dywizja Czernyszowa” – Jewgienij Miedwiediew „Dywizja Tarasowa” – Maksim Afinogienow „Dywizja Tarasowa” – Maksim Afinogienow                     |
| 2017/18   | 14.01.2018  | Astana, Pałac Sportowy        | „Dywizja Charłamowa” – Andriej Markow „Dywizja Czernyszowa” – Nigel Dawes „Dywizja Charłamowa” – Andriej Markow „Dywizja Tarasowa” – Dmitrij Kagarlicki | 3:4 k. 6:5 k. 8:4 5:4                              | „Dywizja Tarasowa” – Dmitrij Kagarlicki „Dywizja Bobrowa” – Ilja Kowalczuk „Dywizja Bobrowa” – Ilja Kowalczuk „Dywizja Czernyszowa” – Nigel Dawes |
| 2018/19   | 20.01.2019  | Kazań, Tatneft Arena          | „Dywizja Czernyszowa” – Igor Bobkow „Dywizja Tarasowa” – Konstantin Barulin „Dywizja Charłamowa” – Jakub Kovář „Dywizja Czernyszowa” – Igor Bobkow      | 5:3 3:4 8:7 k. 4:3                                 | „Dywizja Charłamowa” – Jakub Kovář „Dywizja Bobrowa” – Július Hudáček „Dywizja Tarasowa” – Konstantin Barulin „Dywizja Bobrowa” – Július Hudáček  |
| 2019/20   | 19.01.2020  | Moskwa, VTB Arena             | „Dywizja Bobrowa” „Dywizja Tarasowa” „Dywizja Charłamowa” „Dywizja Bobrowa”                                                                             | 7:4 8:6 8:9 k. 7:6 k.                              | „Dywizja Czernyszowa” „Dywizja Charłamowa” „Dywizja Czernyszowa” „Dywizja Tarasowa”                                                               |
| 2020/21   | 24.01.2021  | Ryga, Arēna Rīga              | Mecz Gwiazd KHL odwołany i przesunięty na rok 2022 | Mecz Gwiazd KHL odwołany i przesunięty na rok 2022 | Mecz Gwiazd KHL odwołany i przesunięty na rok 2022                                                                                                |
| 2022/23   | 11.12.2022  | Czelabińsk, Traktor Arena     | „Dywizja Bobrowa” „Dywizja Charłamowa” „Dywizja Czernyszowa” „Dywizja Bobrowa”                                                                          | 9:7 8:5 10:11 k. 7:6                               | „Dywizja Tarasowa” „Dywizja Czernyszowa” „Dywizja Tarasowa” „Dywizja Charłamowa”                                                                  |
| 2023/24   | 10.12.2023  | Petersburg, SKA Ariena        | „Dywizja Charłamowa” „Dywizja Bobrowa” „Dywizja Charłamowa”                                                                                             | 8:6 6:8 7:4 8:7 k.                                 | „Dywizja Czernyszowa” „Dywizja Tarasowa” „Dywizja Czernyszowa” „Dywizja Tarasowa”                                                                 |
| 2024/25   | 09.02.2025  | Nowosybirsk, Sibir-Ariena     | „Dywizja Bobrowa” „Dywizja Czernyszowa” „Dywizja Charłamowa” „Dywizja Czernyszowa”                                                                      | 9:6 10:6 13:12 k. 9:8                              | „Dywizja Tarasowa” „Dywizja Charłamowa” „Dywizja Tarasowa” „Dywizja Bobrowa”                                                                      |